# Gabriel Juvé i Malla
Gabriel Juvé i Malla   (Vilafranca del Penedès, 25 de maig de 1908 - Vilafranca del Penedès, 19 d'octubre de 1977) fou un jugador català de futbol de les dècades de 1920 i 1930.

## Trajectòria
Es formà al FC Vilafranca, passant a ingressar les files del RCD Espanyol el febrer de 1928. Jugava a la posició d'extrem esquerre, destacant per la seva velocitat i bona definició cara a gol. Era el suplent habitual de Crisant Bosch a l'onze inicial. La següent temporada, el 31 de març de 1929, després de ser expulsat a Sarrià en un partit enfront l'Arenas Club de Getxo, Tin Bosch fou sancionat amb 4 mesos de suspensió per una suposada agressió a un àrbitre. Aquest fet li donà a Juvé la possibilitat de formar a l'equip titular. Jugà 10 partits de forma consecutiva i marcà 2 gols. La temporada 1928-29, entrenat per Jack Greenwell s'adjudicà la Copa del Rei i el Campionat de Catalunya. El desembre de 1930, l'interior esquerre José Padrón fou traspassat al Sevilla FC, fet que li obrí les portes a la titularitat novament, formant parella a la banda esquerra amb Tin Bosch. La temporada 1932-33 es tornà a proclamar campió de Catalunya, gràcies al millor gol average particular amb el Barça. Romangué al club sis temporades fins a la 1933-34. El febrer de 1934 retornà al FC Vilafranca, on finalitzà la seva carrera. Més tard fou entrenador de l'equip vilafranquí.
Fou 3 cops internacional amb la selecció catalana de futbol entre 1931 i 1932.

## Palmarès
- Copa d'Espanya: 1928-29[2]
- Campionat de Catalunya: 1928-29, 1932-33[2]